# Morehead
Morehead è un comune degli Stati Uniti d'America, situato nello Stato del Kentucky, nella contea di Rowan, della quale è il capoluogo.